# Llei de Lotka
La Llei de Lotka o Llei de la productivitat dels autors és una llei bibliométrica, enunciada per Alfred Lotka el 1926, amb la que es pretén trobar la distribució de la freqüència per autor de la productivitat científica. Lotka afirma que hi ha una distribució desigual de productivitat en els autors i que, independentment de la disciplina, la majoria dels autors publiquen el menor nombre de treballs, mentre que uns pocs autors publiquen la major part de la bibliografia rellevant sobre un tema de recerca, i formen per tant el grup més prolífic.
Es formula de la següent manera: {\displaystyle A_{n}={\frac {A_{1}}{n^{2}}}}
El nombre d'autors, {\displaystyle A_{n}}, que publiquen {\displaystyle n} treballs sobre una matèria és inversament proporcional al quadrat de {\displaystyle n}.
On {\displaystyle A_{n}} és el nombre d'autors que publiquen n treballs, 
{\displaystyle A_{1}} és el nombre d'autors que han elaborat un únic treball 
i {\displaystyle n^{2}} és el nombre de treballs al quadrat.
També és coneguda com a Llei quadràtica inversa de la producció científica-
Va ser donada a conèixer en la seva versió actual per Derek J. de Solla Price.

## Alfred Lotka: Context històric i professional
Alfred James Lotka (2 de març de 1880 - 5 de desembre de 1949) és conegut per diversos èxits científics, no només per la seva contribució a la bibliometria. Lotka va néixer a Lwów, una ciutat que aleshores formava part de l'Imperi Austrohongarès i que avui dia es troba a Ucraïna. De nacionalitat nord-americana, els seus pares, Jacques i Marie Doebely, eren d'origen polonès. La seva educació va ser internacional, i va obtenir el títol de batxiller a la Universitat de Birmingham i es va graduar el 1902 a la Universitat de Leipzig. Posteriorment, va continuar els seus estudis a la Universitat de Cornell i va obtenir el doctorat a Birmingham el 1912.
Lotka va estudiar química i química física, i va treballar en aquest camp durant molts anys, especialment a la General Chemical Company. Els seus primers treballs es van centrar en la dinàmica de les mescles de gasos i, més tard, en l'estudi de processos demogràfics. Va desenvolupar una nova perspectiva de l'evolució en la seva obra de 1925, Elements of Physical Biology, on proposava que l'energia era un factor clau en l'evolució. Els organismes que millor capturen i utilitzen l'energia disponible són els que sobreviuen, donant un enfocament més físic a les teories evolutives, influït pels treballs de D'Arcy Thompson.
A més de la seva famosa llei bibliomètrica, Lotka és conegut pel model Lotka-Volterra o model predador-presa, desenvolupat originalment per Lotka en el context de reaccions químiques i més tard aplicat a ecologia per descriure la dinàmica entre depredadors i preses.

## Exemple
Aquesta llei estableix que partint del nombre d'autors, en aquest cas 100 amb un sol treball en un tema determinat, és possible predir el nombre d'autors amb n treballs amb la següent fórmula: Aⁿ = A¹ / n². On A1 serien els autors amb un sol treball.

## Investigacions empíriques i crítica
Lotka va formular aquesta llei després d'analitzar la productivitat dels autors que apareixien en la publicació Chemical Abstracts durant el període 1907-1916. Va observar que el nombre d'autors que publicaven un sol article era significativament més alt que el d'autors prolífics que publicaven molts articles. Aquesta observació va conduir a la formulació empírica de la llei.
Lotka mateix va destacar la importància d'aquestes lleis per comprendre com diferents autors contribueixen al progrés de la ciència. Segons ell, seria interessant poder determinar la part que autors de diferents "calibres" aporten a la ciència. Aquesta llei també permet identificar grups de recerca basant-se en la coautoria dels líders del camp.

## Crítiques
La Llei de Lotka ha estat criticada en diversos aspectes.
- La fiabilitat dels resultats que ens dona el model depèn del tipus de disciplina sobre la qual es faci l'estudi.
- Requereix que la bibliografia recollida sigui el més completa i exhaustiva possible i cobreixi un ampli període, però no sempre es compleix.
- Sobreestima el nombre d'autors prolífics, ja que la seva suma fins a l'infinit mai es donaria. Per això, molts autors proposen l'ús de la distribució de Laplace per a valors de n propers a 2, a causa que això és més fàcil de calcular.
- La seva idiosincràsia és fal·laç, ja que calcula com a valor de qualitat la quantitat i no necessàriament els autors que més articles publiquen, són els que més impacte tenen en el seu camp.
- La fórmula està mal expressada perquè, sent precisos, indica el nombre d'autors que han escrit un nombre mínim d'articles, no el nombre exacte d'articles que han escrit. Per exemple, l'existència de 100 autors que han escrit un article no indica que només hagin escrit aquest, sinó que és el mínim d'articles que han escrit.[6]

## Nous desenvolupaments i revisions de la Llei de Lotka
Tot i que Alfred Lotka va enunciar la seva llei el 1926, investigacions posteriors han demostrat que el seu model original té certes limitacions. Lotka va proposar el model del quadrat invers, assumint que el valor de l'exponent n és igual a 2. No obstant això, ell mateix no va realitzar una prova estadística per verificar si aquest model s'ajustava correctament a les dades.
En els anys 80, investigadors com M. L. Pao van introduir una revisió de la Llei de Lotka, coneguda com el model del poder invers generalitzat. Aquest model permet ajustar el valor de n segons els camps científics estudiats i les dades observades, fent el model més flexible i adaptable. Per determinar el valor adequat de n, Pao recomanava l'ús del mètode de mínims quadrats, mentre que altres investigadors, com P. T. Nicholls, van suggerir la màxima versemblança com a tècnica estadística alternativa.
A més, estudis posteriors van desestimar l'ús del model del quadrat invers i van proposar altres distribucions estadístiques més precises, com la lognormal, la Poisson truncada, la binomial negativa, i altres variants que ofereixen millors resultats en l'estudi de la productivitat científica.